# Tornelasmias
Tornelasmias é um género de gastrópode  da família Achatinellidae.
Este género contém as seguintes espécies:
- Tornelasmias capricorni